# Делгай (селище, Нью-Йорк)
Делгай (англ. Delhi) — селище (англ. village) в США, в окрузі Делавер штату Нью-Йорк. Населення — 2721 особа (2020).

## Географія
Делгай розташований за координатами 42°16′42″ пн. ш. 74°54′52″ зх. д. / 42.27833° пн. ш. 74.91444° зх. д. (42.278309, -74.914421). За даними Бюро перепису населення США в 2010 році селище мало площу 8,27 км², з яких 8,14 км² — суходіл та 0,13 км² — водойми.

## Демографія
Згідно з переписом 2010 року, у селищі мешкало 3087 осіб у 761 домогосподарстві у складі 353 родин. Густота населення становила 373 особи/км². Було 831 помешкання (101/км²).
Расовий склад населення:
| - 85,0 % — білих - 8,1 % — чорних або афроамериканців - 1,9 % — азіатів - 0,4 % — корінних американців - 2,5 % — осіб інших рас |

До двох чи більше рас належало 2,1 %. Частка іспаномовних становила 7,4 % від усіх жителів.
За віковим діапазоном населення розподілялося таким чином: 9,4 % — особи молодші 18 років, 81,0 % — особи у віці 18—64 років, 9,6 % — особи у віці 65 років та старші. Медіана віку мешканця становила 20,9 року. На 100 осіб жіночої статі у селищі припадало 119,1 чоловіків; на 100 жінок у віці від 18 років та старших — 121,4 чоловіків також старших 18 років.
Середній дохід на одне домашнє господарство становив 51 028 доларів США (медіана — 37 813), а середній дохід на одну сім'ю — 79 092 долари (медіана — 72 045). Медіана доходів становила 42 708 доларів для чоловіків та 28 042 долари для жінок. За межею бідності перебувало 19,1 % осіб, у тому числі 17,4 % дітей у віці до 18 років та 10,7 % осіб у віці 65 років та старших.
Цивільне працевлаштоване населення становило 993 особи. Основні галузі зайнятості: освіта, охорона здоров'я та соціальна допомога — 31,7 %, мистецтво, розваги та відпочинок — 21,5 %, роздрібна торгівля — 12,2 %, науковці, спеціалісти, менеджери — 8,4 %.